# Choťkovo
Choťkovo (rusky Хотько́во) je město v Moskevské oblasti v Ruské federaci. Při sčítání lidu v roce 2010 mělo přes jednadvacet tisíc obyvatel.

## Poloha a doprava
Choťkovo leží na říčce Paži, levém přítoku Vorji v povodí Kljazmy. Od Moskvy je vzdáleno přibližně šedesát kilometrů severovýchodně. Bližší větší město je Sergijev Posad ležící zhruba deset kilometrů severovýchodně od Choťkovo.
Přes město vede trať z moskevského Jaroslavského nádraží, která pokračuje na Sergijev Posad a Alexandrov a je součástí Transsibiřské magistrály.

## Dějiny
Dějiny Choťkova začínají založením kláštera v roce 1308. Koncem 19. století žilo v klášteře, který patřil pod Trojicko-sergijevskou lávru, 280 obyvatel. V roce 1862 byla v blízkosti kláštera otevřena železniční stanice, kolem které začalo vznikat osídlení. U kláštera vznikla začátkem 20. století škola a nemocnice.
V roce 1949 získalo Choťkovo status města.